# Nyctemera delocyma
Nyctemera delocyma är en fjärilsart som beskrevs av Swinhoe 1917. Nyctemera delocyma ingår i släktet Nyctemera och familjen björnspinnare. Inga underarter finns listade i Catalogue of Life.